# Hecatera semiconfluens
Hecatera semiconfluens là một loài bướm đêm trong họ Noctuidae.